# Bombus minshanicus
Espèce
Bombus minshanicus est une espèce de bourdons de la famille des Apidae.